# Camila Peretti
Camila Peretti (Grottammare, 1519 - Roma, 1605) fue una aristócrata romana, hermana de Félix Peretti quien, en 1586, se convertiría en papa con el nombre de Sixto V. 
El apellido de su familia era Perich, de origen serbio. Su familia huyó de la invasión otomana desde Kruševice (en la actual Montenegro) hacia Ragusa (la actual Dubrovnik, en Croacia). De allí cruzaron el mar Adriático, y se radicaron en Montalto, cerca de Ancona. Más tarde se mudaron a la aldea de Grottammare.
Cuando Camila se enteró de que su hermano se había convertido en obispo de Roma (en 1586), fue a pie desde la aldea donde vivía hasta la metrópoli. Al llegar al palacio papal, los cardenales de Médicis, de Este y de Alejandría, creyendo ser agradables al nuevo pontífice, vistieron a la campesina con ricos vestidos y la condujeron ante la presencia del papa. Este fingió no reconocerla, por lo que Camila ―que comprendió lo que aquello quería decir―, fue a cambiar de traje y se presentó de nuevo con sus propias ropas ante su hermano, que entonces la reconoció, la alojó en su palacio y le señaló una pensión vitalicia.
Camila se convirtió en una de las principales aristócratas de un influyente grupo de mujeres de la nobleza romana que apoyaron la Contrarreforma mediante su patrocinio económico a la arquitectura. Los proyectos de Camilla Peretti incluyen la colaboración con su hermano para desarrollar el enorme complejo Villa Montalto en la colina Esquilino, y la renovación de la antigua iglesia de Santa Susana del Quirinal, donde se encargó una capilla dedicada a san Lorenzo y construyó un convento para un grupo de monjas cistercienses radicalmente reformadas.
Aunque Sixto V se caracteriza generalmente como un solitario genio urbano que trabajó solamente con su arquitecto, Doménico Fontana, el estudio del patrocinio de Camilla Peretti revela que la hermana del papa desempeñó un papel clave en la aplicación del famoso plan Sixtina en Roma. De hecho, se ha demostrado que dos proyectos de Camilla Peretti formaron un núcleo previamente no reconocido del plan de la Capilla Sixtina, que tradicionalmente se entendía que no había tenido un núcleo central.